# Ablaberoides naviauxi
Ablaberoides naviauxi är en skalbaggsart som beskrevs av Baraud 1980. Ablaberoides naviauxi ingår i släktet Ablaberoides och familjen Melolonthidae. Inga underarter finns listade i Catalogue of Life.